# Jerome R. Waldie

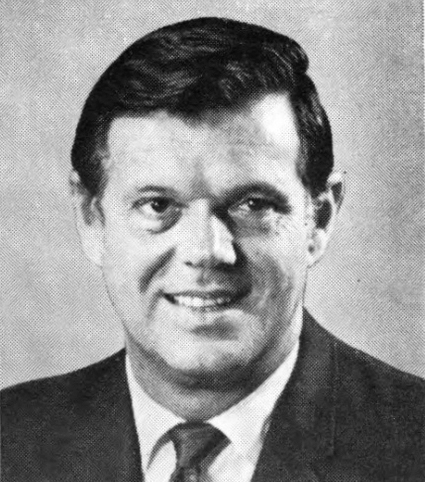
Jerome R. Waldie (1971)

Jerome Russell Waldie (* 15. Februar 1925 in Antioch, Kalifornien; † 3. April 2009 in Placerville, Kalifornien) war ein US-amerikanischer Politiker. Zwischen 1966 und 1975 vertrat er den Bundesstaat Kalifornien im US-Repräsentantenhaus.

## Werdegang
Jerome Waldie besuchte die öffentlichen Schulen seiner Heimat. Während des Zweiten Weltkrieges diente er zwischen 1943 und 1946 in der US Army. Nach dem Krieg setzte er bis 1950 seine Ausbildung mit einem Studium an der University of California in Berkeley fort. Daran schloss sich bis 1953 ein Jurastudium an der University of California School of Law an. Gleichzeitig begann er als Mitglied der Demokratischen Partei eine politische Laufbahn. Zwischen 1959 und 1966 war er Abgeordneter in der California State Assembly. Seit 1961 stand er dort der demokratischen Fraktion vor.
Nach dem Tod des Abgeordneten John F. Baldwin wurde Waldie bei der fälligen Nachwahl für den 14. Sitz von Kalifornien als dessen Nachfolger in das US-Repräsentantenhaus in Washington, D.C. gewählt, wo er am 7. Juni 1966 sein neues Mandat antrat. Nach vier Wiederwahlen konnte er bis zum 3. Januar 1975 im Kongress verbleiben. Diese Zeit war von den Ereignissen des Vietnamkrieges und der Bürgerrechtsbewegung geprägt. 1974 überschattete die Watergate-Affäre auch die Arbeit des Kongresses. Im gleichen Jahr verzichtete Jerome Waldie auf eine weitere Kongresskandidatur. Stattdessen strebte er erfolglos die Nominierung seiner Partei für die Gouverneurswahlen in Kalifornien an.
In den Jahren 1978 und 1979 war er Vorsitzender der Federal Mine Safety and Health Review Commission, einer Bundeskommission, die sich mit der Sicherheit und Gesundheit im Bergbau befasste. Im Jahr 1980 war er im Stab des Weißen Hauses Abteilungsleiter für Fragen des Älterwerdens. Schließlich gehörte er zwischen 1981 und 1985 dem California Agricultural Relations Board an. Jerome Waldie starb am 3. April 2009 in Placerville.